# Jamesbrittenia tortuosa
Jamesbrittenia tortuosa är en flenörtsväxtart som först beskrevs av George Bentham, och fick sitt nu gällande namn av O.M. Hilliard. Jamesbrittenia tortuosa ingår i släktet Jamesbrittenia och familjen flenörtsväxter. Inga underarter finns listade i Catalogue of Life.